# Addie Pray
Addie Pray è un romanzo del 1971 di Joe David Brown. Dopo il successo del film Paper Moon, che ne fu tratto nel 1973, fu ripubblicato con questo titolo. Anche in Italia venne pubblicato nel 2006 da Salani con il titolo del film.

## Trama
In Alabama, sullo sfondo della Grande depressione, Addie Loggins, ragazzina rimasta orfana, viene presa in consegna dal piccolo truffatore Moses Pray, detto Long John, un amico della madre che potrebbe essere il padre che non ha mai conosciuto. In breve la ragazzina si rivela una validissima collaboratrice nei vari raggiri messi in atto dall'uomo, che la presenta come figlia conquistando la fiducia delle proprie vittime.
In alcuni casi i due mettono in atto truffe ai danni di altri imbroglioni e talvolta tengono anche, soprattutto per iniziativa della ragazzina, chiamata "zuccherino", comportamenti virtuosi a difesa dei più deboli. Si spostano continuamente nelle città dell’Oklahoma, dell’Arkansas e della Louisiana e la grande depressione, se non giustifica, sembra essere un elemento che in qualche modo attutisce il giudizio negativo sui loro comportamenti.
Il romanzo vive anche momenti di tenerezza legati alle fantasticherie di "Zuccherino-Addie" che, per quanto via via sempre più smaliziata, rimane pur sempre una ragazzina alle soglie dell'adolescenza.